# A Dramatic Turn of Events
A Dramatic Turn of Events è l'undicesimo album in studio dei Dream Theater, pubblicato il 13 settembre 2011 dalla Roadrunner Records.
Si tratta della prima pubblicazione insieme al batterista Mike Mangini, che ha rimpiazzato Mike Portnoy, allontanatosi dalla formazione l'8 settembre 2010.

## Promozione
L'album è stato anticipato dal singolo On the Backs of Angels, pubblicato nei negozi digitali il 18 luglio 2011. Nelle settimane successive alla pubblicazione del singolo, la casa discografica ha periodicamente diffuso varie anteprime, della durata di un minuto ciascuno, tratti dal resto delle tracce. Il brano Bridges in the Sky era inizialmente intitolato The Sham's Trance, confermato da James LaBrie su Twitter.
Il 14 settembre 2011, il sito della Roadrunner Records pubblica il videoclip di On the Backs of Angels. Il singolo in seguito ha ricevuto una candidatura ai Grammy 2011 come migliore performance Hard Rock/Metal.
A Dramatic Turn of Events è stato commercializzato il 13 settembre 2011 in tre edizioni differenti: CD standard da nove brani, una versione Deluxe con un DVD aggiuntivo che racchiude un documentario relativo alle audizioni per il sostituto di Portnoy e un box set costituito da diversi gadget e un CD aggiuntivo contenente le versioni strumentali dell'intero album.
A seguire, il gruppo ha intrapreso la tournée mondiale A Dramatic Tour of Events, svoltasi tra il 2011 e il 2012. Dai concerti conclusivi tenuti in Argentina è stato estratto l'album dal vivo Live at Luna Park, uscito nel 2013.

## Tracce
1. On the Backs of Angels – 8:42 (testo: John Petrucci – musica: John Petrucci, Jordan Rudess, John Myung)
2. Build Me Up, Break Me Down – 6:59 (testo: John Petrucci – musica: John Petrucci, Jordan Rudess, John Myung, James LaBrie)
3. Lost Not Forgotten – 10:11 (testo: John Petrucci – musica: John Petrucci, Jordan Rudess, John Myung, James LaBrie)
4. This Is the Life – 6:57 (testo: John Petrucci – musica: John Petrucci, Jordan Rudess)
5. Bridges in the Sky – 11:01 (testo: John Petrucci – musica: John Petrucci, Jordan Rudess, John Myung)
6. Outcry – 11:24 (testo: John Petrucci – musica: John Petrucci, Jordan Rudess, John Myung)
7. Far from Heaven – 3:56 (testo: James LaBrie – musica: John Petrucci, Jordan Rudess, James LaBrie)
8. Breaking All Illusions – 12:25 (testo: John Myung, John Petrucci – musica: John Petrucci, Jordan Rudess, John Myung)
9. Beneath the Surface – 5:26 (John Petrucci)

DVD bonus nell'edizione deluxe
1. The Spirit Carries On – 62:56

CD bonus nel box set
1. On the Backs of Angels (Instrumental) – 8:42 (musica: John Petrucci, Jordan Rudess, John Myung)
2. Build Me Up, Break Me Down (Instrumental) – 6:59 (musica: John Petrucci, Jordan Rudess, John Myung, James LaBrie)
3. Lost Not Forgotten (Instrumental) – 10:11 (musica: John Petrucci, Jordan Rudess, John Myung, James LaBrie)
4. This Is the Life (Instrumental) – 6:57 (musica: John Petrucci, Jordan Rudess)
5. Bridges in the Sky (Instrumental) – 11:01 (musica: John Petrucci, Jordan Rudess, John Myung)
6. Outcry (Instrumental) – 11:24 (musica: John Petrucci, Jordan Rudess, John Myung)
7. Far from Heaven (Instrumental) – 3:56 (musica: John Petrucci, Jordan Rudess, James LaBrie)
8. Breaking All Illusions (Instrumental) – 12:25 (musica: John Petrucci, Jordan Rudess, John Myung)
9. Beneath the Surface (Instrumental) – 5:26 (musica: John Petrucci)

## Formazione
Gruppo
- James LaBrie – voce
- John Petrucci – chitarra
- John Myung – basso
- Jordan Rudess – tastiera
- Mike Mangini – batteria

Altri musicisti
- Paul Northfield – voce parlata (traccia 8)

Produzione
- CD
  - John Petrucci – produzione
  - Paul Northfield – registrazione
  - Joe Maniscalco – assistenza ingegneria del suono
  - Richard Chycki – registrazione parti vocali
  - Andy Wallace – missaggio
  - Paul Suarez – ingegneria Pro Tools
  - Ted Jensen – mastering

- DVD
  - Mike Leonard – direzione, produzione
  - Chris Paul – coproduzione
  - Rick Ernst, Frank Solomon – produzione esecutiva
  - Mike Leonard – montaggio
  - Chris Paul – montaggio
  - Matthew Krol – montaggio
  - Christopher "Casper" Carey – riprese
  - Chris Paul – riprese
  - Brandon Ripley – riprese
  - Jaon Spence – ingegneria audio
  - Paul Northfield – audio post-produzione

## Classifiche
| Classifica (2011)          | Posizione massima |
| -------------------------- | ----------------- |
| Australia                  | 17                |
| Austria                    | 5                 |
| Belgio (Fiandre)           | 22                |
| Belgio (Vallonia)          | 15                |
| Canada                     | 9                 |
| Danimarca                  | 13                |
| Finlandia                  | 1                 |
| Francia                    | 16                |
| Germania                   | 3                 |
| Italia                     | 3                 |
| Messico                    | 22                |
| Norvegia                   | 5                 |
| Nuova Zelanda              | 17                |
| Paesi Bassi                | 2                 |
| Polonia                    | 7                 |
| Portogallo                 | 9                 |
| Regno Unito                | 17                |
| Regno Unito (rock & metal) | 1                 |
| Spagna                     | 10                |
| Stati Uniti                | 8                 |
| Svezia                     | 3                 |
| Svizzera                   | 6                 |
| Ungheria                   | 6                 |